# Maritza Rodríguez
Maritza Rodríguez (Barranquilla, Kolumbia 1975. szeptember 1. –) kolumbiai színésznő és modell. Főként telenovellákban szerepel.

## Élete és pályafutása
1975. szeptember 1-jén született Barranquillában. Maritza Rodrígueznek három testvére van: Myriam, Nelson és Ramiro.
Színészként 1995-ben a Dejémonos de Vainas-ban debütált. Ezután lehetőséget kapott a Mascarada című telenovellában.
2005-ben feleségül ment a mexikói Joshua Mintzhez. 2013. november 11-én bejelentette, hogy ikrekkel terhes, a babákat 2014 májusára várják. 2014 februárjában egy tv-műsorban elárulta, hogy fiai lesznek. 2014. április 13-án Miamiban, a vártnál 6 héttel korábban szerencsére komplikációk nélkül megszülettek az ikrek. A kisfiúk az Akiva és Yehuda nevet kapták. 2018 januárjában bejelentette, hogy Sarah Mintz-re változtatja a nevét.

## Filmográfia

### Televízió
| Év        | Eredeti Cím              | Magyar Cím            | Szerep                                                         | Magyar hang    |
| --------- | ------------------------ | --------------------- | -------------------------------------------------------------- | -------------- |
| 1995      | Mascarada                |                       |                                                                |                |
| 1997      | Perfume de agonía        |                       | Carmen Colmenares                                              |                |
| 1997      | La mujer en el espejo    |                       |                                                                |                |
| 1997      | Dios se lo pague         |                       | Irene Richerdson                                               |                |
| 1999      | Marido y mujer           |                       | Lucía Méndez                                                   |                |
| 2000      | La Revancha              | A bosszú              | Mercedes Riverol                                               | Kiss Gabi      |
| 2001      | Amantes del Desierto     | A sivatag szerelmesei | Bárbara Santana                                                | Szénási Kata   |
| 2002      | Milagros de amor         |                       | Milagros Viuda de Amor                                         |                |
| 2004      | Ángel Rebelde            |                       | Cristal Covarrubias                                            |                |
| 2005      | Vuelo 1503               |                       | Ángela Granda                                                  |                |
| 2007      | Acorralada               | Sarokba szorítva      | Marfil Mondragón de Irázabal / Déborah Mondragón de Dávila     | Kökényessy Ági |
| 2007–2008 | Pecados Ajenos           | Bűnös szerelem        | Karen Vallejo                                                  | Zakariás Éva   |
| 2008      | Doña Bárbara             |                       | Asunción Vergel de Luzardo                                     |                |
| 2008–2009 | El Rostro de Analía      | A bosszú álarca       | Sarah Andrade                                                  | Agócs Judit    |
| 2010      | Perro amor               |                       | Camila Brando                                                  |                |
| 2011–2012 | La Casa de al Lado       | Zárt ajtók mögött     | Pilar Arismendi de Ruiz / Raquel Arismendi 'Anderson Chuncler' | Agócs Judit    |
| 2012      | El rostro de la venganza | Utolsó vérig          | Dr. Antonia Villaroel                                          | Kökényessy Ági |
| 2013      | Rafael Orozco, el ídolo  |                       | Martha Monica Camargo                                          |                |
| 2013–2014 | Marido en alquiler       |                       | Teresa Cristina Palmer Silva de Ibarra                         |                |
| 2015–2016 | El Señor de los Cielos   |                       | Amparo Rojas                                                   |                |
| 2016–2017 | Silvana sin lana         |                       | Silvana Rivapalacios Altamirano de Villaseñor                  |                |
| 2022–     | Secreto de villanas      |                       | Önmaga                                                         |                |

### Film
| Év   | Eredeti Cím | Cím | Szerep    |
| ---- | ----------- | --- | --------- |
| 2000 | Vuelo 1503  |     | Színésznő |

## Díjak és jelölések
| Év   | Díj                            | Kategória                       | Cím                     | Eredmény |
| ---- | ------------------------------ | ------------------------------- | ----------------------- | -------- |
| 2003 | Premios India Catalina         | Legjobb női főszereplő          | Milagros de amor        | Jelölve  |
| 2002 | Premios India Catalina         | Legjobb női főszereplő          | A sivatag szerelmesei   | Elnyerte |
| 2000 | Premios India Catalina         | Legjobb női főszereplő          | Marido y mujer          | Jelölve  |
| 2003 | Premios TVyNovelas             | Legjobb női főszereplő          | Milagros de amor        | Elnyerte |
| 2002 | Premios TVyNovelas             | Legjobb női főszereplő          | A sivatag szerelmesei   | Jelölve  |
| 2000 | Premios TVyNovelas             | Legjobb női főszereplő          | Marido y Mujer          | Jelölve  |
| 2011 | Miami Life Awards              | Legjobb női főgonosz            | Perro Amor              | Elnyerte |
| 2012 | Premios People en Español      | Legjobb színésznő               | Utolsó vérig            | Jelölve  |
| 2012 | Miami Life Awards              | Legjobb női főszereplő          | Zárt ajtók mögött       | Jelölve  |
| 2012 | Premios tu mundo 2012          | Kedvenc női főszereplő          | Zárt ajtók mögött       | Elnyerte |
| 2012 | Premios tu mundo 2012          | The Best Bad Girl               | Zárt ajtók mögött       | Jelölve  |
| 2013 | Premios 2013                   | Kedvenc női gonosz              | Rafael Orozco, el ídolo | Elnyerte |
| 2013 | Premios tu mundo 2013          | Legjobb páros David Chocarróval | Utolsó vérig            | Jelölve  |
| 2013 | Premios People en Español 2013 | Legjobb női főgonosz            | Marido en alquiler      | Elnyerte |
| 2014 | Miami Life Awards              | Legjobb női mellékszereplő      | Marido en alquiler      | Elnyerte |
| 2014 | Premios tu mundo 2014          | Legjobb női gonosz              | Marido en alquiler      | Jelölve  |

## Fordítás
- Ez a szócikk részben vagy egészben  a   Maritza Rodríguez című angol Wikipédia-szócikk fordításán alapul.  Az eredeti cikk szerkesztőit annak laptörténete sorolja fel. Ez a jelzés csupán a megfogalmazás eredetét és a szerzői jogokat jelzi, nem szolgál a cikkben szereplő információk forrásmegjelöléseként.